# Martha Guerrero Sánchez
Martha Guerrero Sánchez (Los Reyes Acaquilpan, Estado de México; 10 de mayo de 1965)  es una política mexicana afiliada al partido Movimiento Regeneración Nacional (Morena). Desde diciembre de 2018 es Senadora de la República en la LXIV Legislatura del Congreso de la Unión en representación del Estado de México.

## Trayectoria política
Martha Guerrero Sánchez nació en el municipio de La Paz, Estado de México. Fue militante del Partido de la Revolución Democrática (PRD) y posteriormente del partido Movimiento Regeneración Nacional (Morena). En 2015 fue postulada por Morena como presidente municipal de La Paz. En las elecciones federales de 2018 fue postulada como suplente de Delfina Gómez Álvarez, candidata a senadora de la República por Morena en representación del Estado de México. Tras los comicios resultó electa como senadora de primera fórmula. El 4 de diciembre de 2018 Martha Guerrero Sánchez asumió el cargo después de la petición de licencia de Delfina Gómez. Dentro del congreso fue secretaria de la mesa directiva del Senado de septiembre de 2019 a agosto de 2020. También es presidenta de la comisión para dar seguimiento a los casos de feminicidio de niñas y adolescentes, y secretaria de la comisión primera de estudios legislativos.
El 4 de septiembre de 2022 fue nombrada presidente del partido Movimiento Regeneración Nacional en el Estado de México. En enero de 2023 volvió a ocupar el cargo de senadora como suplente de Delfina Gómez.
Solicitó licencia para contender por la presidencia municipal de La Paz en las elecciones estatales de 2024, resultando electa con el 48.96% de los votos, venciendo a Cristina González que buscaba la reelección.  